# Diecezja Karonga
Diecezja  Karonga – diecezja rzymskokatolicka w Malawi. Powstała w 2010.

## Biskupi diecezjalni
- Martin Anwel Mtumbuka od 2010